# غابات تومي
تبلغ مساحة غابات تومي، التي تُعرف أيضًا باسم Toumey Woodlot، قرابة 24 فداناً، وهي جزء من غابة بيتش-ميبل الواقعة في حرم جامعة ولاية ميتشيغان في إيست لانسينغ، ميشيغان. تصنّف نحو 13.4 فداناً من هذه المساحة على أنها غابات قديمة النمو، وتم إدراجها معلماً طبيعياً وطنياً بالولايات المتحدة عام 1976.

## علم البيئة
ذكرت جامعة ولاية ميتشيغان (MSU)، التي تملك الغابة، أن الأشجار الأولية القديمة النمو هي الزان الأمريكي والقيقب السكر. كما توجد فيها أشجار الرماد الأبيض، والزيزفون، والكرز الأسود البري، والبلوط الأحمر. 

## التاريخ
كالعديد من المستوطنين الأوروبيين الأمريكيين الأوائل في ميشيغان، خصصت عائلة بينيت قطعًا خشبية للاستخدام الشخصي عندما استقروا في المسالك في عام 1852. حافظت العائلة على 13.5 أكر (5.5 ها)، وهي ما أصبح غابات تومي لاحقاً، في حالتها الطبيعية، وبيعت الغابة للجامعة عام 1939 ؛ وبالتالي فإن الغابة لها مالكان فقط. 
سمّيت الغابة على اسم جيمس تومي، خريج جامعة ولاية ميشيغان والذي أصبح لاحقًا عميدًا لكلية ييل لدراسات الغابات والبيئة وساعد في تأسيس الجمعية البيئية الأمريكية.